# 仙台市交通局モハ43形電車
モハ43形（モハ43がた）は、かつて仙台市（仙台市交通局）が運営していた路面電車・仙台市電で使用されていた電車である。

## 概要・運用
大阪府堺市に工場を有していた梅鉢鉄工所（→帝國車輛工業）で製造された、半鋼製の車体を有する電車。それまで仙台市電に導入されていた電車と同様の2軸車であったが車体デザインは大幅に変更され、当時世界的に流行していた流線形を取り入れた前面形状を有していた。屋根は雨樋が天井部に設置された張り上げ屋根と呼ばれる構造を用いた。
1938年に3両が製造され、同年代に進んでいた路線延伸による列車本数増加に対応した。だが、直後の第二次世界大戦期の戦時体制によって梅鉢鉄工所は資材不足に陥り、それ以上の製造は不可能となった。そのため、以降は1948年まで仙台市電は東京市電（→都電）を始めとする各都市からの車両譲渡によって利用客の増加や車両不足に対処する事となった。戦時中は仙台市も空襲に遭い甚大な被害を受けたものの、43形を含めた市電の車両は1両も戦災に巻き込まれず、戦後も引き続き各系統で使用され続けた。製造当初の集電装置はポールであったが戦後はビューゲルに交換され、屋根の中央部に1基設置された。1965年に3両とも廃車され、長町車庫で解体が行われたため2020年時点の現存車両は存在しない。

## 注文流れ車両
製造メーカーの梅鉢鉄工所では、終戦後に仙台市電が43形の同型車両を導入する事を想定し、同型車両を3両完成させていたが、財政難のため仙台市による受け取りが行われず、注文流れ品となった。その後これらの車両は1946年に仙台市電と接続していた秋保電気鉄道に導入され、マハ8、10、11の車両番号で使用された。ただしマハ11については翌1947年に愛媛県松山市に路面電車（松山市内線）を有する伊予鉄道に譲渡されている。